# Ángel Nieto Roldán
Ángel Nieto Roldán   (Zamora, 25 de gener de 1947 - Eivissa, 3 d'agost de 2017) va ser un pilot de motociclisme espanyol que va guanyar 13 campionats del món i 90 Grans Premis, cosa que el situa com a un dels pilots més reeixits de la història del motociclisme. El seu total de 13 campionats del món només el supera Giacomo Agostini amb 15, mentre que les seves 90 victòries en Gran Premi el situen com al tercer d'aquest rànquing, darrere de Giacomo Agostini amb 122 i Valentino Rossi amb 115. A causa de la seva triscaidecafòbia, Ángel Nieto no deia mai que havia guanyat 13 títols mundials, sinó que preferia referir-s'hi com a «12+1».
Malgrat que durant la seva carrera esportiva, que durà 23 anys (del 1964 al 1986), es va especialitzar en motocicletes de petita cilindrada, sobretot les de 50 i 125 cc, molts campions contemporanis, entre ells Barry Sheene, el consideraven un dels millors pilots de motociclisme de tots els temps. Nieto no va tenir mai èxit a escala internacional en les cilindrades superiors, però sí que va guanyar campionats d'Espanya en les cilindrades de 50, 125, 250, 500 i 750 cc. Considerat el millor pilot espanyol de tots els temps, rebé nombroses distincions tant en vida com a títol pòstum, entre elles l'Orde del Mèrit Civil, l'Orde Olímpic i la Reial Orde del Mèrit Esportiu. L'any 2000, la FIM el nomenà MotoGP Legend i el 2011, FIM Legend pels seus èxits esportius.

## Biografia
El petit de tres germans (Esperanza, Manuel i Ángel), Nieto va néixer a Zamora al si d'una família humil. El seu pare, camioner, va trobar feina a Madrid quan Ángel tenia un any i la família s'hi traslladà. Amb el temps, els Nieto s'establiren a Vallecas, on obriren una polleria. Ángel Nieto va passar la seva infantesa en aquest popular barri madrileny.
Atret per la mecànica de ben petit, va començar a treballar com a aprenent al taller de Tomás Díaz Valdés, un periodista especialitzat en temes de motor. Valdés, amb força contactes a Madrid, va ajudar Nieto durant els seus inicis esportius, quan aquest començava a córrer en curses d'aficionats als 13 anys. Quan en tenia 14, es trobà amb Paco Bultó en una cursa del campionat d'Espanya al parc del Retiro de Madrid i li preguntà què calia fer per a entrar a treballar al departament de competició de Bultaco. Bultó li digué que escrigués una carta i ja li contestarien. La resposta no va arribar mai i Nieto decidí de traslladar-se a Barcelona a viure amb la seva tia i buscar feina de mecànic.
Un cop instal·lat a Catalunya, intentà sense èxit entrar d'aprenent al departament de competició de Derbi. Després d'uns dies a casa de la seva tia es traslladà a una pensió. Decidit a entrar a Bultaco se n'anà a la porta de la fàbrica de Sant Adrià de Besòs a esperar-hi Paco Bultó. En arribar aquest i recordar la trobada amb el jove a Madrid, decidí d'acceptar-lo al departament de competició com a aprenent. No hi va durar gaire, ja que en fou acomiadat per abandonar el seu lloc de treball sense permís quan decidí acompanyar, sense avisar l'empresa, el pilot José Medrano durant una gira per a fer-li de mecànic.
Com que durant la gira amb Medrano havia conegut gent de Ducati-Mototrans, entrà de mecànic en aquesta empresa. El departament de competició de Mototrans, però, només tenia motos de 125 cc que Nieto, amb només quinze anys, no podia conduir. Un cop fets els setze tornà a demanar feina a Derbi, que tenia motos de 50 cc, i aquest cop tingué èxit i l'admeteren com a mecànic al departament de proves.
Un cop amb feina estable a la fàbrica de Martorelles, s'establí a la veïna població de Mollet del Vallès, instal·lant-se inicialment en una pensió del centre de la localitat. El 1964, Derbi li va fer una prova i el va contractar com a pilot per a disputar el mundial. Amb unes motos convencionals s'hagué d'enfrontar a les Suzuki pluricilíndriques amb caixes de canvi de fins a 12 relacions. Nieto només aconseguí dos cinquens llocs en una curta temporada a causa d'un greu accident a França. El 1965, Derbi li oferí de seguir, però declinà l'oferta i al febrer signà amb Ducati-Mototrans. Amb les Ducati obtingué la seva primera victòria aquell mateix any a Sevilla. Els seus èxits van fer que el 1966 Derbi el tornés a fitxar, aquesta vegada només com a pilot.
El 1969, la FIM canvià la reglamentació per a la categoria de 50cc. Amb motors monocilíndrics i caixes de canvis de fins a 6 relacions, Derbi podia competir pel títol i Nieto ho aprofità: aquell any va obtenir les seves dues primeres victòries en Gran Premi  i es va convertir en el primer campió del món espanyol de la història del motociclisme. L'any següent revalidà el títol i començà a preparar-se per al pas a la categoria de 125cc. Aquell va ser l'inici d'una trajectòria brillant que va desenvolupar dins diversos equips: Derbi, Morbidelli, Kreidler, Minarelli, Garelli i Bultaco.
El balanç de la seva carrera internacional són sis Campionats del Món de 50cc (1969, 1970, 1972, 1975, 1976 i 1977) i set de 125cc (1971, 1972, 1979, 1981, 1982, 1983 i 1984), a més de quatre subcampionats (tres en 125cc i un en 50cc). A banda, va guanyar 27 Grans Premis de 50cc, 62 de 125cc i un de 80cc, amb un total de 139 podis (85 en 125cc, 52 en 50cc i 2 en 80cc). A escala estatal, va guanyar 23 Campionats d'Espanya i 5 subcampionats en diferents cilindrades, amb un total de 128 victòries en cursa.

### Retirada

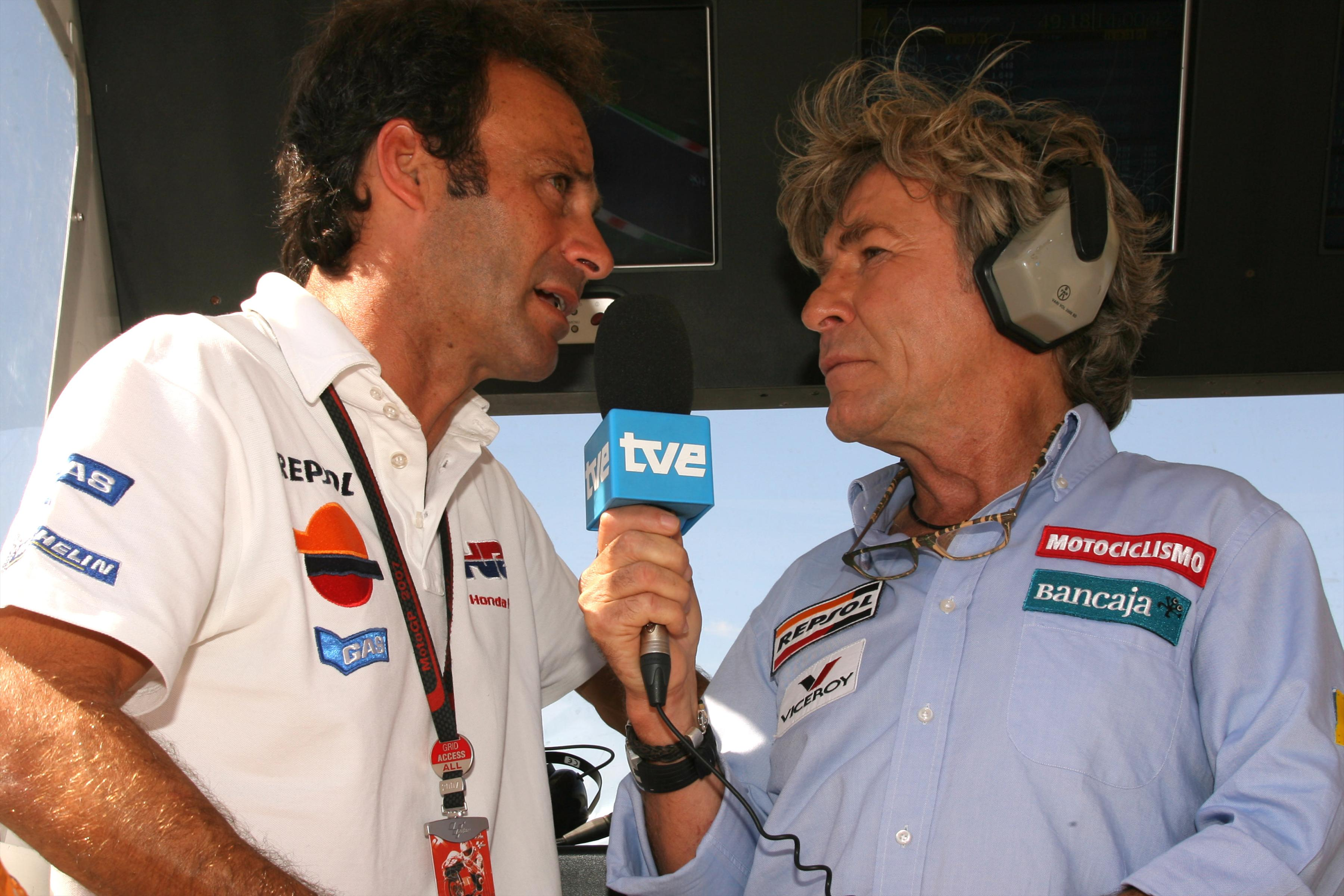
Nieto de comentarista a TVE, entrevistant Albert Puig el 2007

Ángel Nieto es va retirar de les competicions el 1986, a 39 anys. L'any següent va crear i dirigir un equip de competició, el Team Ducados Ángel Nieto, format inicialment per Carles Cardús i ampliat més tard amb Albert Puig i Julián Miralles. L'equip es va dissoldre a l'octubre de 1988 i Nieto es va dedicar a fer de comentarista esportiu. Deu anys més tard, el 1998, va esdevenir director tècnic del Via Digital Team, un equip on hi havia el seu fill Ángel Nieto Jr i Emili Alzamora, qui sota la seva direcció va guanyar el mundial de 125 cc de 1999.
El 2008, Nieto va assistir al Gran Premi de França, a Le Mans, vestit de motorista amb una samarreta especial on lluïa una felicitació a Valentino Rossi per haver igualat les seves 90 victòries en Gran Premi. Nieto va conduir la motocicleta de Rossi amb l'italià assegut al darrere onejant una bandera que deia "90 + 90" mentre feien una volta d'honor al circuit.
Un cop retirat definitivament de la direcció d'equips, Nieto va fer de comentarista dels Grans Premis per a la televisió espanyola. Durant gairebé 20 anys va col·laborar en les transmissions de curses amb TVE al costat de Valentín Requena. El 2011 es va anunciar que Telecinco adquiria els drets d'emissió del mundial de motociclisme i a partir del 2012, Nieto va seguir-ne sent el comentarista des de Mediaset España. Aquesta activitat va durar fins al 2016, quan Telecinco va perdre definitivament els drets d'emissió de les curses a favor de Movistar Plus+.

## Vida personal
Ángel Nieto va viure molts anys a Eivissa, on es va instal·lar a mitjan dècada del 1970. El 1975 es va casar amb Josefa Aguilar amb qui va tenir dos fills, Ángel, conegut com a "Gelete" (1976) i Pablo (1980). La parella es va separar quinze anys després quan Nieto va conèixer Belinda Alonso, amb qui va tenir el seu tercer fill, Hugo (1999). Els seus dos fills grans, Gelete i Pablo, van seguir els seu exemple competint als Grans Premis, així com el seu nebot Fonsi Nieto. Hugo Nieto, en canvi, s'ha dedicat al tennis.
Durant anys hi hagué un Museu Ángel Nieto a Madrid que mostrava alguns dels seus trofeus i records de les curses. El museu fou tancat el 2013.
Ángel Nieto era molt supersticiós i no li agradava gens el número 13 (actualment, aquesta mania s'anomena triscaidecafòbia). Era conegut per referir-se als seus tretze títols mundials com a «dotze més un». Als seus autògrafs i firmes als aficionats, signava com a «Ángel Nieto 12+1». Hi hagué, però, circumstàncies tràgiques que afermaren en ell aquesta superstició: el seu amic Santiago Herrero es va morir el 1970 després de patir un accident al TT de l'illa de Man mentre corria per la milla tretze del circuit; ell mateix va patir un dels pitjors episodis de la seva carrera un dia tretze, concretament el 13 de novembre de 1977, quan mentre disputava una cursa al circuit urbà del Derramador, a Benidorm, es va quedar sense frens i va atropellar greument cinc espectadors, un dels quals va perdre una cama.

## Mort

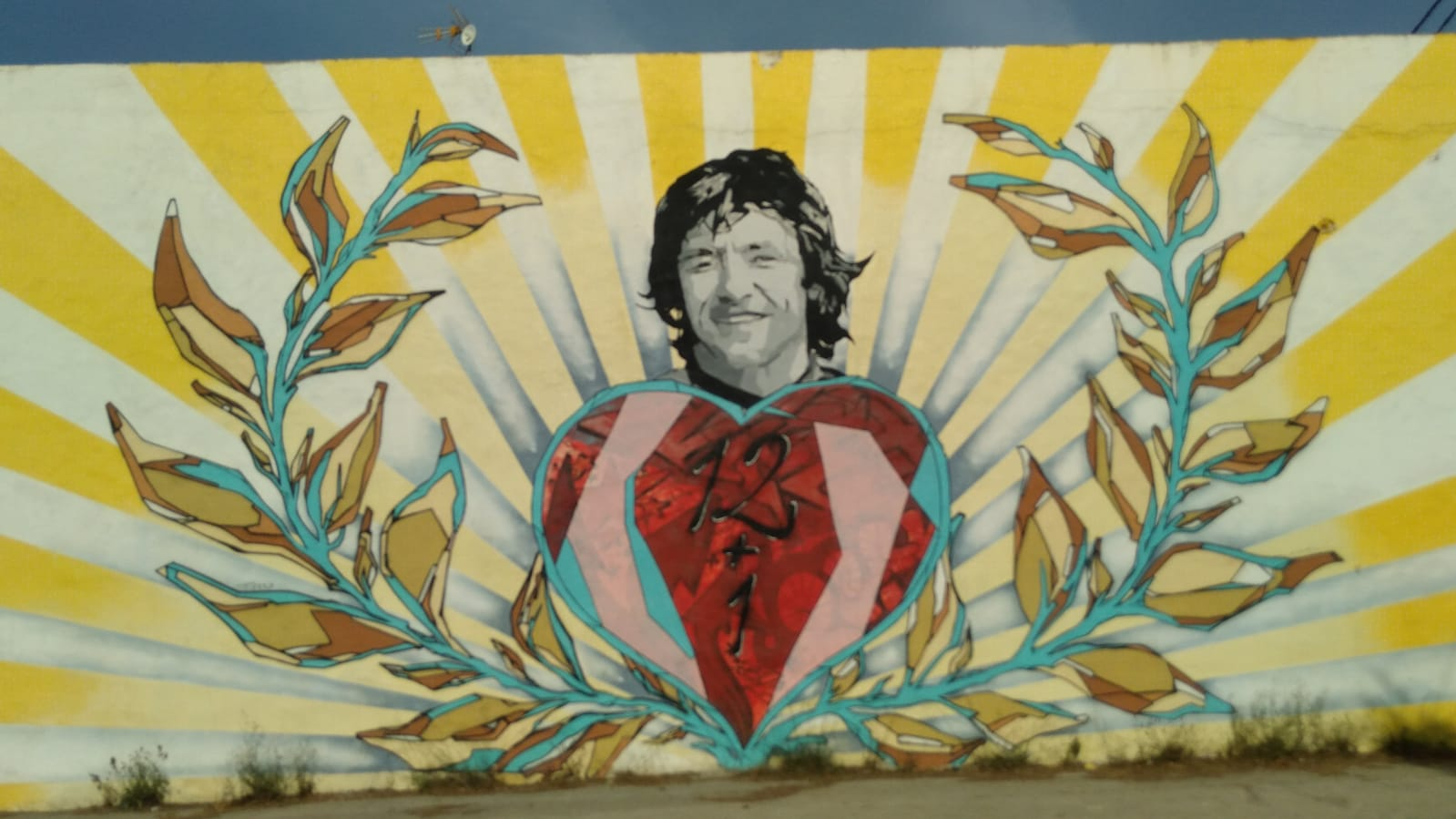
Grafit en record d'Ángel Nieto a l'indret on tingué l'accident mortal, a la carretera de Santa Gertrudis

El 26 de juliol de 2017, Nieto va patir un accident greu a Eivissa en ser envestit per un cotxe mentre conduïa el seu quad per la carretera de Santa Gertrudis. Traslladat amb traumatisme cranioencefàlic a la Policlínica Nuestra Señora del Rosario d'Eivissa, va entrar en coma induït i va ser intervingut durant més de dues hores. El seu estat fou qualificat de «greu, però no crític» per fonts del recinte hospitalari. El 3 d'agost de 2017 el seu estat va empitjorar greument a causa d'un edema cerebral massiu i finalment es va morir aquella mateixa tarda com a conseqüència de les lesions. Va ser incinerat i les seves cendres van ser escampades al mar, davant d'Es Vedrà.
Com a mostra de condol, tots els participants al Gran Premi de Txecoslovàquia del 2017, que s'esqueia aquell cap de setmana, van servar un minut de silenci a la recta de sortida del circuit de Brno. Un mes després, el 16 de setembre, se celebrà un acte d'homenatge a Madrid que aplegà milers d'assistents. Més de 50.000 motoristes circularen en comitiva fins al circuit del Jarama, on nombrosos pilots de renom varen fer una volta d'honor i es va fer una ofrena floral al monòlit erigit en honor seu.

## Distincions

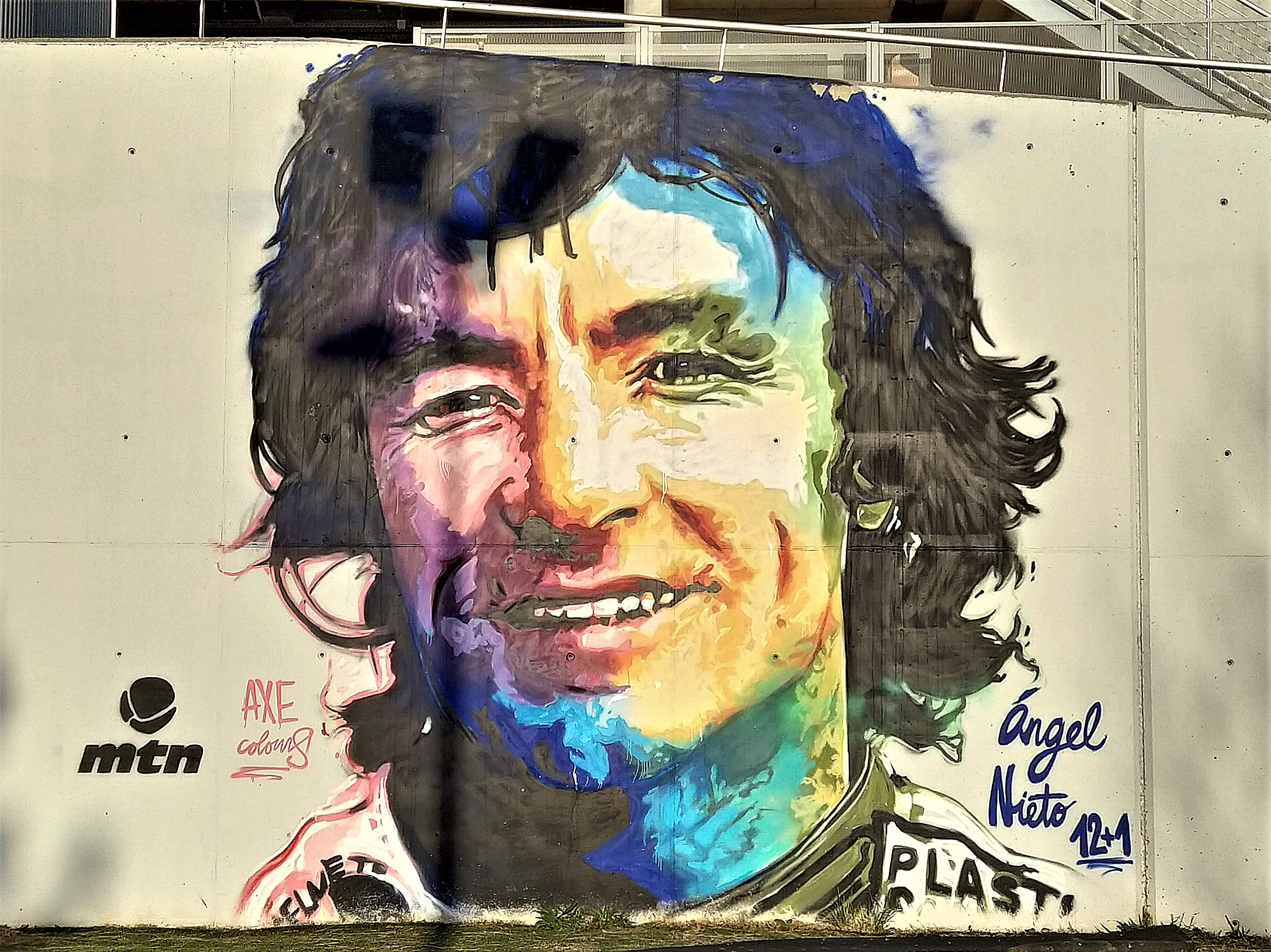
Grafit en record d'Ángel Nieto al circuit de Catalunya

Ángel Nieto va rebre una gran quantitat de guardons i reconeixements al llarg de la seva carrera. En destaquen la Gran Creu al Mèrit Civil, l'Orde Olímpica i la Gran Creu al Mèrit Esportiu, atorgada pel Consell Superior d'Esports el 1993.
A començaments de febrer de 1996, el Comitè Olímpic Espanyol el va presentar com a candidat al Premi Príncep d'Astúries dels Esports, tot i que no el va acabar obtenint (el premi fou finalment per a Carl Lewis). Pel que fa a altres guardons esportius, el 1999 li fou concedit el Marca Leyenda, el 2000 fou nominat MotoGP Legend i el 2011, FIM Legend.
El 2008 va ser nomenat Cavaller de la Gran Creu de l'Orde del Dos de Maig i deu anys després, el 2 de maig, li va ser concedida a títol pòstum la Medalla d'Or de la Comunitat de Madrid. La ciutat de Madrid li va dedicar el Museu Ángel Nieto (davant del parc d'Enrique Tierno Galván, al barri de Legazpi), que fou tancat el 2013, on es podien veure les seves motos, cascos i trofeus. Després de la seva mort, la ciutat de Jerez de la Frontera s'ha interessat a allotjar de nou aquest museu.
Zamora, la seva ciutat natal, li ha dedicat un carrer i un pavelló poliesportiu. El gener de 2016 va rebre el premi Su peso en miel de la Alcarria, guardó que lliura l'Ajuntament de Peñalver.
La temporada del 2018, Jorge Martínez, "Aspar", reanomenà «Ángel Nieto Team» el seu equip de competició, l'Aspar Team. Al maig del mateix any, el circuit de Jerez es rebatejà amb el seu nom: «Circuito de Jerez-Ángel Nieto».

## Nieto a la pantalla gran

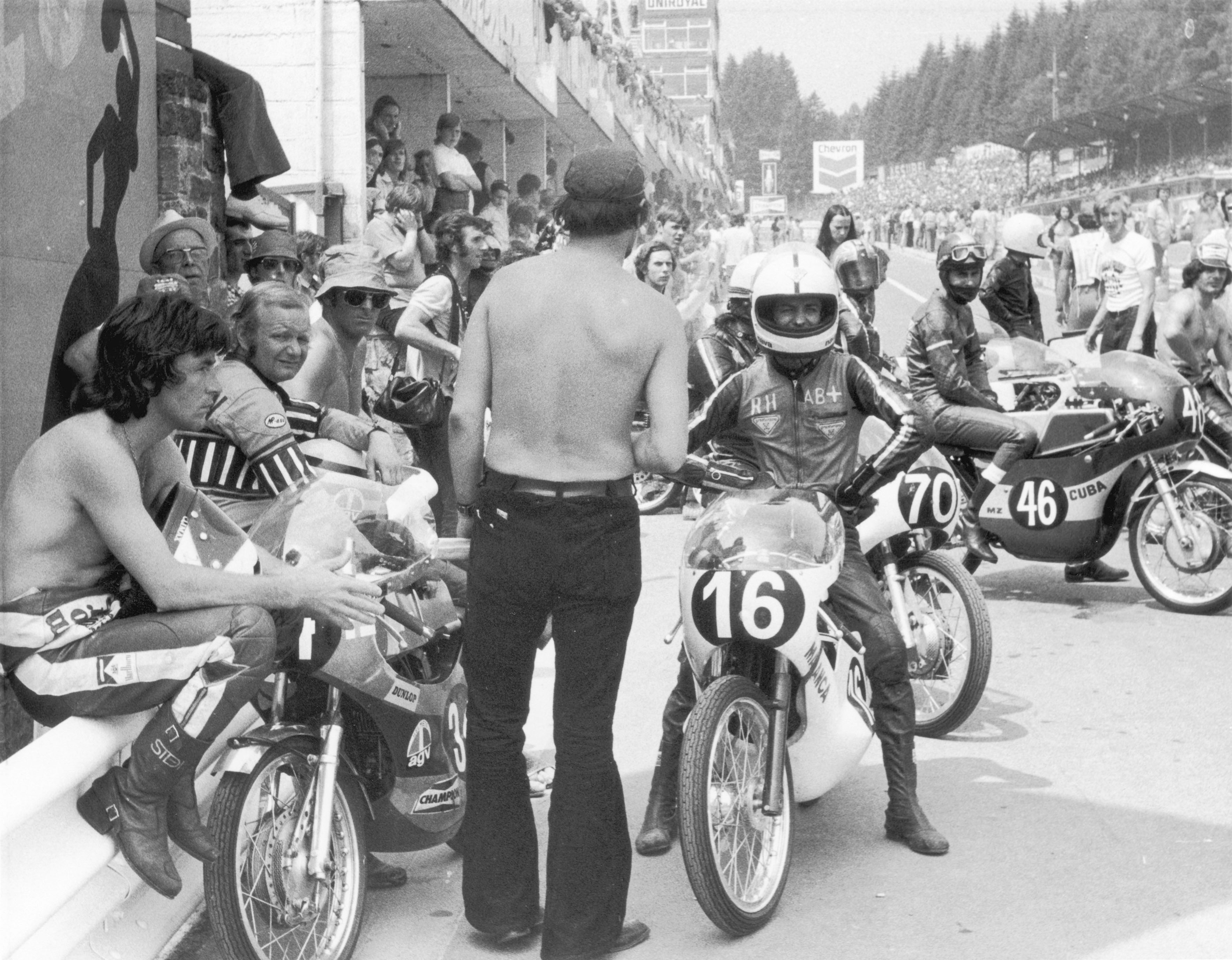
Nieto (esquerra) al de 1973, l'any amb Morbidelli

El 2005 es va estrenar el documental Ángel Nieto: 12+1, dirigit per Álvaro Fernández Armero. La pel·lícula recorre tota la seva carrera i un ampli ventall de rivals contemporanis, motociclistes que es van inspirar en ell i periodistes que van cobrir la seva carrera aporten les seves opinions i impressions sobre la seva lluita per aconseguir i mantenir el seu objectiu d'esdevenir campió del món. A banda, la temporada de 1973, en què Nieto va competir amb la Morbidelli 125, es recull al documental Morbidelli – a story of men and fast motorcycles, estrenat el 2014 i dirigit per Jeffrey Zani i Matthew Gonzales.
El 30 de juny del 2022, Amazon Prime Video va estrenar la mini-sèrie documental de quatre capítols Ángel Nieto. Cuatro vidas, produïda per Supersport i Mediaset, on nombrosos pilots contemporanis i actuals, així com familiars i amics, glosen la seva figura. Poc després, el 22 de juliol, Amazon Prime Video va estrenar la pel·lícula Ángel Nieto: el hombre que venció al tiempo (1h 43'), dirigida per Hugo Stuven i produïda per Par Producciones i Filmax. on es repassa en forma de documental la vida del campió.

## Resultats al Mundial de motociclisme

### Curses per any
Barem de puntuació de 1950 a 1968:
| Posició | 1 | 2 | 3 | 4 | 5 | 6 |
| Punts   | 8 | 6 | 4 | 3 | 2 | 1 |

Barem de puntuació de 1969 a 1987:
| Posició | 1  | 2  | 3  | 4 | 5 | 6 | 7 | 8 | 9 | 10 |
| Punts   | 15 | 12 | 10 | 8 | 6 | 5 | 4 | 3 | 2 | 1  |

(Ids. Grans Premis | Llegenda) (Curses en negreta indiquen pole; curses en  itàlica indiquen volta ràpida)
| Any  | Categoria | Moto         | 1     | 2      | 3     | 4     | 5      | 6      | 7      | 8     | 9      | 10    | 11    | 12     | 13    | 14    | Punts | Posició | Victòries |
| ---- | --------- | ------------ | ----- | ------ | ----- | ----- | ------ | ------ | ------ | ----- | ------ | ----- | ----- | ------ | ----- | ----- | ----- | ------- | --------- |
| 1964 | 50cc      | Derbi        | USA - | ESP 5  | FRA - | IOM - | DTT -  | BEL -  | GER -  | FIN - | JPN -  |       |       |        |       |       | 2     | 10è     | 0         |
| 1965 | 50cc      | Derbi        | USA - | GER 5  | ESP - | FRA - | IOM -  | DTT -  | BEL -  | JPN - |        |       |       |        |       |       | 2     | 12è     | 0         |
| 1966 | 50cc      | Derbi        | ESP 5 | GER -  | DTT - | IOM - | NAT -  | JPN -  |        |       |        |       |       |        |       |       | 3     | 6è      | 0         |
| 1967 | 50cc      | Derbi        | ESP 6 | GER -  | FRA 5 | IOM - | DTT 2  | BEL 4  | JPN -  |       |        |       |       |        |       |       | 12    | 4t      | 0         |
| 1968 | 50cc      | Derbi        | GER - | ESP 2  | IOM - | DTT - | BEL 3  |        |        |       |        |       |       |        |       |       | 10    | 4t      | 0         |
| 1969 | 50cc      | Derbi        | ESP 2 | GER -  | FRA 2 | DTT - | BEL -  | DDR 1  | CSR 3  | ULS 1 | NAT -  | YUG 2 |       |        |       |       | 76    | 1r      | 2         |
| 1970 | 50cc      | Derbi        | GER 1 | FRA 1  | YUG 1 |       | DTT 1  | BEL 2  | DDR 3  | CSR - |        | ULS 1 | NAT - | ESP 4  |       |       | 87    | 1r      | 5         |
| 1970 | 125cc     | Derbi        | GER - | FRA -  | YUG 2 | IOM - | DTT -  | BEL 1  | DDR 1  | CSR - | FIN -  |       | NAT 1 | ESP 1  |       |       | 72    | 2n      | 4         |
| 1971 | 50cc      | Derbi        | AUT 2 | GER 3  |       | DTT 1 | BEL 3  | DDR 1  | CSR -  | SWE 1 |        | NAT 2 | ESP - |        |       |       | 69    | 2n      | 3         |
| 1971 | 125cc     | Derbi        | AUT 1 | GER -  | IOM - | DTT 1 | BEL -  | DDR 1  | CSR 1  | SWE - | FIN -  | NAT 2 | ESP 1 |        |       |       | 87    | 1r      | 5         |
| 1972 | 50cc      | Derbi        | GER 2 |        |       | NAT 2 |        | YUG 2  | DTT 1  | BEL 1 | DDR -  |       | SWE - |        | ESP 1 |       | 69    | 1r      | 3         |
| 1972 | 125cc     | Derbi        | GER - | FRA -  | AUT 1 | NAT 1 | IOM -  | YUG -  | DTT 1  | BEL 1 | DDR -  | CSR - | SWE 1 | FIN 2  | ESP 3 |       | 97    | 1r      | 5         |
| 1973 | 125cc     | Morbidelli   | FRA - | AUT 3  | GER 2 | NAT - | IOM -  | YUG -  | DTT -  | BEL 2 | CSR -  | SWE - | FIN - | ESP 2  |       |       | 46    | 7è      | 0         |
| 1974 | 125cc     | Derbi        | FRA - | GER -  | AUT 2 | NAT 1 | DTT -  | BEL 1  | SWE -  | CSR - | YUG 2  | ESP 5 |       |        |       |       | 60    | 3r      | 2         |
| 1975 | 50cc      | Kreidler     | ESP 1 | GER 1  | NAT 1 | DTT 1 | BEL 2  | SWE 2  | FIN 1  | YUG 1 |        |       |       |        |       |       | 75    | 1r      | 6         |
| 1976 | 50cc      | Bultaco      | FRA - |        | NAT 1 | YUG - | DTT 1  | BEL 2  | SWE 1  | FIN - | GER 1  | ESP 1 |       |        |       |       | 85    | 1r      | 5         |
| 1976 | 125cc     | Bultaco      |       | AUT 4  | NAT 3 | YUG - | DTT 3  | BEL 1  | SWE 2  | FIN - | GER -  | ESP 2 |       |        |       |       | 67    | 2n      | 1         |
| 1977 | 50cc      | Bultaco      |       |        | GER 3 | NAT 3 | ESP 1  |        | YUG 1  | DTT 1 | BEL 3  | SWE 2 |       |        |       |       | 87    | 1r      | 3         |
| 1977 | 125cc     | Bultaco      | VEN 1 | AUT -  | GER 6 | NAT 5 | ESP -  | FRA -  | YUG 2  | DTT 1 | BEL 2  | SWE 1 | FIN - | GBR -  |       |       | 80    | 3r      | 3         |
| 1978 | 50cc      | Bultaco      |       | ESP -  |       |       | NAT -  | DTT -  | BEL -  |       |        |       | GER 2 | CSR -  | YUG - |       | 12    | 11è     | 0         |
| 1978 | 125cc     | Bultaco      | VEN - | ESP -  | AUT - | FRA - | NAT 7  | DTT -  |        |       |        |       |       |        |       |       | 88    | 2n      | 4         |
| 1978 | 125cc     | Minarelli    |       |        |       |       |        |        | BEL 2  | SWE 2 | FIN 1  | GBR 1 | GER 1 |        | YUG 1 |       | 88    | 2n      | 4         |
| 1979 | 125cc     | Minarelli    | VEN 1 | AUT 1  | GER 1 | NAT 1 | ESP 1  | YUG 1  | DTT 1  | BEL - | SWE -  | FIN - | GBR 1 | CSR -  | FRA - |       | 120   | 1r      | 8         |
| 1980 | 125cc     | Minarelli    | NAT 5 | ESP -  | FRA 1 | YUG - | DTT 1  | BEL 1  | FIN 1  | GBR - | CSR -  | GER 2 |       |        |       |       | 78    | 3r      | 4         |
| 1981 | 125cc     | Minarelli    | ARG 1 | AUT 1  | GER 1 | NAT 4 | FRA 1  | ESP 1  | YUG -  | DTT 1 |        | SM 2  | GBR 1 | FIN 1  | SWE - | CSR - | 140   | 1r      | 8         |
| 1981 | 250cc     | Siroko-Rotax | ARG - |        | GER 5 | NAT - | FRA -  | ESP -  |        | DTT - | BEL -  | SM -  | GBR - | FIN -  | SWE - | CSR - | 6     | 23è     | 0         |
| 1982 | 125cc     | Garelli      | ARG 1 | AUT 1  | FRA - | ESP 1 | NAT 1  | DTT 1  | BEL 5  | YUG 3 | GBR 1  | SWE 6 | FIN - | CSR -  |       |       | 111   | 1r      | 6         |
| 1983 | 125cc     | Garelli      |       | FRA NC | NAT 1 | GER 1 | ESP 1  | AUT 1  | YUG 11 | DTT 1 | BEL 2  | GBR 1 | SWE - | SM Ret |       |       | 102   | 1r      | 6         |
| 1983 | 250cc     | Yamaha       | RSA - | FRA -  | NAT - | GER - | ESP NC | AUT NC | YUG NC | DTT - | BEL -  | GBR - | SWE - |        |       |       | 0     | -       | 0         |
| 1984 | 125cc     | Garelli      |       | NAT 1  | ESP 1 |       | GER 1  | FRA 1  |        | DTT 1 |        | GBR 1 | SWE - | SM Ret |       |       | 90    | 1r      | 6         |
| 1984 | 250cc     | Garelli      | RSA - | NAT NC | ESP - | AUT - | GER -  | FRA -  | YUG -  | DTT - | BEL -  | GBR - | SWE - | SM -   |       |       | 0     | -       | 0         |
| 1985 | 80cc      | Derbi        | ESP - | GER -  | NAT - | YUG - | DTT NC | FRA 1  | SM NC  |       |        |       |       |        |       |       | 15    | 9è      | 1         |
| 1986 | 80cc      | Derbi        | ESP 2 | NAT NC | GER 4 | AUT 8 | YUG 4  | DTT 4  |        |       | GBR NC | SWE - | SM 5  | BWU NC |       |       | 45    | 7è      | 0         |
| 1986 | 125cc     | Ducados      | ESP - | NAT 2  | GER - | AUT - |        | DTT 10 | BEL -  | FRA 9 | GBR -  | SWE - | SM -  | BWU -  |       |       | 15    | 13è     | 0         |